# Schlacht um die Festung Modlin
Danzig – Westerplatte – Tucheler Heide – Krojanten – Mlawa – Radom – Wizna – Bzura – Brześć – Lemberg – Rawa Ruska – Lublin – Kampinos-Heide – Warschau – Szack – Modlin – Halbinsel Hel – Kock
Die Schlacht um die Festung Modlin ereignete sich während des Überfalls auf Polen.

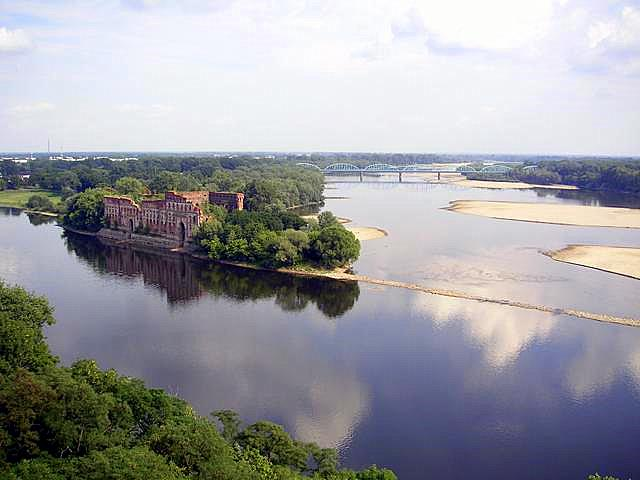
Ruine des südlichen Brückenkopfes der Festung Modlin am Fluss Narew

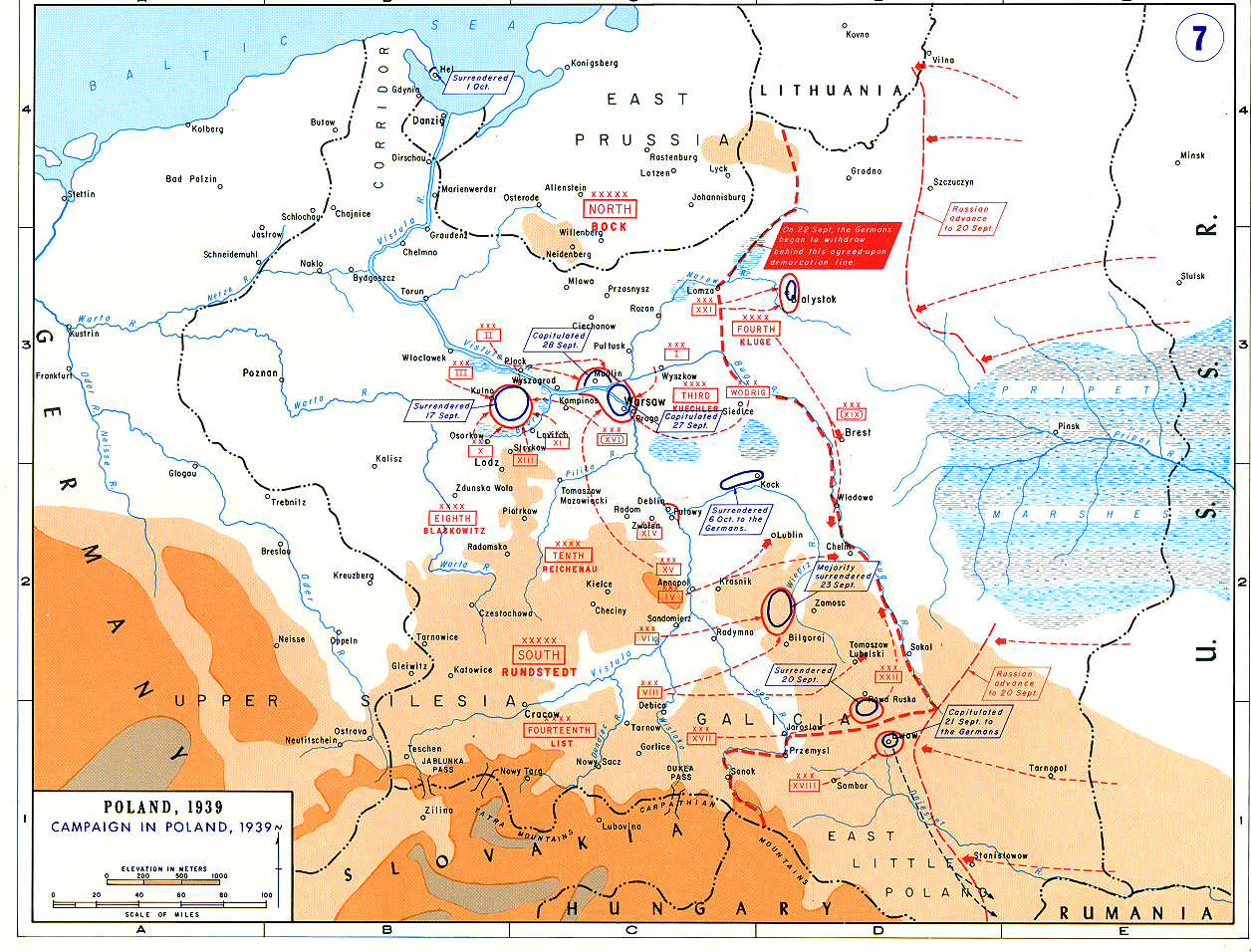
Lageentwicklung nach dem 14. September. Auf der Karte sind die in Modlin eingeschlossenen Verbände erkennbar.

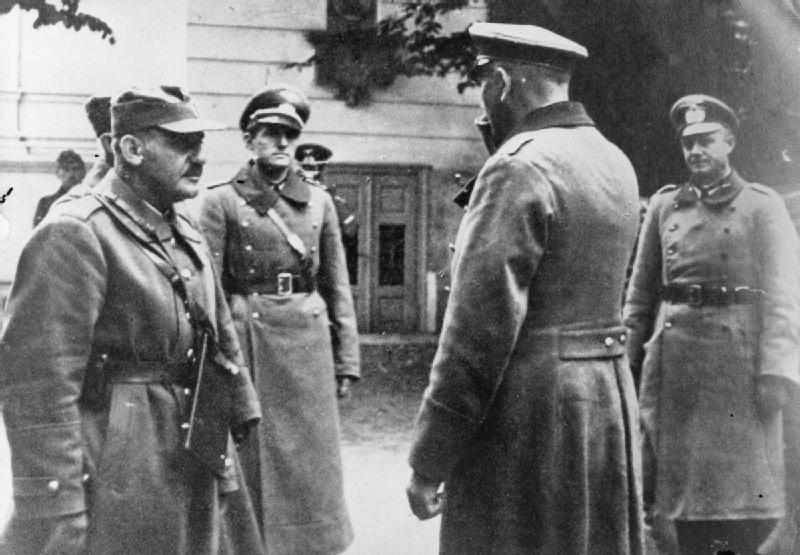
Der polnische General Leopold Cehak (links) bei der Übergabe der Festung Modlin an Adolf Strauß am 29. September 1939

In der Festung Modlin befand sich das Hauptquartier der polnischen Armia Modlin (Modlin Armee) nach ihrem Rückzug von den Grenzbefestigungen. Vom 13. bis 29. September 1939 wurde die Festung Modlin von deutschen Truppen belagert. Die Truppen der Festung wurden vom polnischen General Wiktor Thommée kommandiert. Die Kämpfe um Modlin standen im strategischen Gesamtzusammenhang mit der einige Kilometer südlich stattfindenden Schlacht um Warschau (1939). In der Festung war auch der polnische Panzerzug Śmierć (Tod) stationiert. Die Festung Modlin kapitulierte am 29. September 1939 gegenüber der deutschen Wehrmacht. Rund 35.000 polnische Soldaten gingen in deutsche Kriegsgefangenschaft.
Im Verlauf der Kampfhandlungen um Modlin kam es zum ersten dokumentierten Kriegsverbrechen des Zweiten Weltkriegs: Zu diesem Zeitpunkt war Kurt Meyer, und die von ihm kommandierte Panzerabwehr-Kompanie der Leibstandarte SS Adolf Hitler, in schwere Kämpfe im Raum Modlin verwickelt. Kurt Meyer wurde in einem alliierten Untersuchungsbericht vorgeworfen, bei Modlin 50 Juden zusammengetrieben und erschossen zu haben. Meyer wurde 1945 wegen anderer Kriegsverbrechen von den Kanadiern zum Tode verurteilt, später begnadigt und 1954 aus der Haft entlassen.